# Agelasta postvittata
Agelasta postvittata là một loài bọ cánh cứng trong họ Cerambycidae.